# Sentinels
Sentinels（センチネルズ、略称：SEN、旧称：Phoenix1）は、アメリカ合衆国・カリフォルニア州ロサンゼルスに本拠を置くeスポーツ組織。

## 概要
2016年5月、給料未払いなどで問題のあったTeam Impulseの『League of Legends』部門を買収し、現チームの母体となるPhoenix1が設立された。2017年10月、NA LCSがフランチャイズ制になった影響で、チーム枠を手放せざるを得なくなった。11月、Kroenke Sports & Entertainment（KSE）と協力し、オーバーウォッチ・リーグのチーム「ロサンゼルス・グラディエーターズ」を発表。2018年6月、Phoenix1からSentinelsにリブランドされた。

## 沿革

### 2016年
- 5月26日、Team Impulseの『League of Legends』部門を買収し、Phoenix1を設立[2]。

### 2017年
- 10月16日、『League of Legends』部門が、NA LCSのフランチャイズチームに選ばれなかったため、事実上の解散[3]。

### 2018年
- 6月6日、Phoenix1からSentinelsへリブランドし、『Hearthstone』部門を設立[5]。
- 7月12日、『Fortnite』部門を設立[7]。

### 2019年
- 3月26日、『Apex Legends』部門を設立[8]。

### 2020年
- 2月17日、TOX Gamingの『Halo』部門を買収し、部門設立[9]。
- 4月28日、『VALORANT』部門を設立[10]。

### 2022年
- 12月28日、『Fortnite』部門が解散[11]。

### 2023年
- 10月31日、340万ドルの資金調達を実施[12]。

## 現在活動している部門

### Apex Legends

#### 所属選手
| プレイヤー名                | 役割   | 加入日         | 備考 |
| --------------------------- | ------ | -------------- | ---- |
| Rkn（Cole Prommel）         | Player | 2023年3月10日  |      |
| Xenial（Angello Cadenas）   | Player | 2023年4月13日  |      |
| Orioles（Cody Palacorolla） | Player | 2023年11月13日 |      |
|                             |        |                |      |
| coldjyn（Alex Nicholls）    | Coach  | 2023年3月10日  |      |

### Halo

#### 所属選手
| プレイヤー名                  | 役割   | 加入日        | 備考 |
| ----------------------------- | ------ | ------------- | ---- |
| LethuL（Tony Campbell Jr.）   | Player | 2020年2月17日 |      |
| Spartan（Tyler Ganza）        | Player | 2023年1月17日 |      |
| bubu dubu（Jesse C. Moeller） | Player | 2023年6月23日 |      |
| Falcated（Michael Garcia）    | Player | 2023年6月23日 |      |
|                               |        |               |      |
| Chig（Kyle Lawson）           | Coach  | 2023年1月13日 |      |

### VALORANT

#### 所属選手
| プレイヤー名                      | 役割            | 加入日         | 備考           |
| --------------------------------- | --------------- | -------------- | -------------- |
| Bang（ Sean Bezerra）             | Player          | 2024年10月7日  | 100Tからの移籍 |
| zekken（Zachary Patrone）         | Player          | 2022年10月5日  |                |
| pANcada（Bryan Luna）             | Player          | 2022年10月15日 |                |
| N4RRATE（Marshall Massey）        | Player          | 2024年10月8日  | KCからの移籍   |
| johnqt（Mouhamed Amine Ouarid）   | Player          | 2023年9月13日  |                |
| Zellsis（Jordan Montemurro）      | Player          | 2023年9月14日  |                |
|                                   |                 |                |                |
| kaplan（Adam Kaplan）             | Head Coach      | 2023年4月16日  |                |
| DrewSpark（Drew Spark-Whitworth） | Assistant Coach | 2023年4月16日  |                |

## KSEとの提携終了
2019年8月1日、SentinelsのCEOであるロブ・ムーアが、合弁事業に関する紛争を理由にKSEを提訴した。ロブ・ムーアは、「KSEがEcho Foxを買収することを事前に知らされてない、両社間の契約に違反した」と主張。2019年9月17日、両社は和解し、提携を終了した。